# SM U-36 (1914)
SM U-36 – niemiecki okręt podwodny typu U-31 zbudowany w Friedrich Krupp Germaniawerft w Kilonii w latach 1913-1914. Wodowany 6 czerwca 1914 roku, wszedł do służby w Cesarskiej Marynarce Wojennej14 listopada 1914 roku. Służbę rozpoczął w II Flotylli pod dowództwem kapitana Ernsta Graeffa. U-37 w czasie dwóch patroli zatopił 14 statków o łącznej pojemności 12 674 BRT, oraz zdobył trzy pryzy.
8 maja 1915 roku w czasie pierwszego patrolu, U-36 zatopił pierwszy statek, był to duński parowiec SS Lilian Drost o pojemności 1966 BRT. W czasie tego samego patrolu skonfiskował dwa statki parowe szwedzki Björn oraz holenderski Niobe.
W czasie drugiego patrolu zatopił 13 statków oraz skonfiskował jeden amerykański żaglowiec „Pass of Balmaha” (później przekształcony w niemiecki rajder SMS „Seeadler”). 
24 lipca 1915 roku okręt U-36 wraz z częścią 31 osobowej załogi został zatopiony na Morzu Północnym w okolicy North Rona na Hebrydach Zewnętrznych przez brytyjski statek pułapkę HMS „Prince Charles”. Kapitan Graeffel wraz z 15 członkami załogi został uratowany.